# Un esercito di 5 uomini
Un esercito di 5 uomini è un film western del 1969 diretto da Italo Zingarelli.

## Trama
I ribelli messicani chiedono a "l'olandese" di organizzare una rapina ad un treno di stato che sta trasportando mezzo milione di dollari in oro per conto di Victoriano Huerta, per finanziare la rivoluzione messicana. Così l'olandese contatta altri quattro uomini: il forzuto Mesito, l'acrobata Luis Dominguez (già evaso più volte dalle carceri messicane), l'esperto di esplosivi Augustus (un ex militare che ora lavora per una compagnia mineraria) ed un samurai giapponese (che sbarca il lunario come lanciatore di coltelli); l'uomo promette ad ognuno mille dollari di ricompensa. La loro prima impresa sarà salvare dalla fucilazione un capo dei ribelli.

Un plotone di esecuzione davanti a una chiesa

Dopo aver causato una rivolta in città, i cinque uomini sono costretti a fuggire, insieme a tutti i civili, per evitare rappresaglie dell'esercito. Alcuni soldati però riescono ugualmente a trovarli e li portano in un forte per interrogarli. Da qui riescono ad evadere uccidendo molti militari, e si danno alla fuga, ma molti altri soldati partono al loro inseguimento. Tutto sembra perduto, quando all'improvviso, in una gola, appaiono decine di rivoluzionari, che si offrono di coprire la fuga dei cinque uomini. La cosa sembra incredibile, in quanto i pochi rivoluzionari non possono niente contro la divisione che sta seguendo gli evasi, ma questo serve a far capire agli uomini quanto sia importante la riuscita della loro impresa, tanto da valere il sacrificio di tutti quei ribelli.
Il treno è pesantemente difeso: un cannone, due mitragliatrici, due vagoni blindati chiusi e decine di soldati, ma nonostante i numerosi imprevisti, la difficilissima rapina riesce; l'olandese, il capitano, il samurai e Luis riescono ad agganciarsi ai telai dei vagoni tramite imbracature, ed eliminano tutti i soldati; intanto Mesito sta rimettendo in condizioni passabili un tracciato ferroviario alternativo dove il gruppo nasconderà il vagone col denaro. Immobilizzati i soldati di guardia al vagone, i cinque si allontanano col bottino su un camion.
Qui Mesito comincia a fare le parti, sennonché Luis punta un fucile su lui, Augustus e il samurai; l'olandese si è accordato con lui per spartire il bottino, ma a sorpresa tradisce anche lui. I quattro uomini credevano tutti che l'olandese non volesse davvero dare l'oro ai messicani e pensavano di dividerlo tra loro, invece l'olandese vuole rispettare i patti: anni prima infatti l'esercito uccise sua moglie perché il padre e i fratelli erano rivoluzionari e lei era sospettata di averli aiutati; tuttavia lascia loro i mille dollari a testa pattuiti, e promette di lasciare dei cavalli ad un giorno di cammino.

Il duello finale del film

Però un reparto di soldati ha scoperto il loro rifugio, l'olandese si rende conto che deve ridare le armi ai quattro complici per farsi aiutare nella difesa. Dopo aver ucciso tutti i soldati, il gruppo si avvicina per fare i conti, ma è proprio Luis, il più cinico di tutti, a spalleggiare l'olandese; mentre gli altri tre riflettono arrivano i messicani, che festeggiano tutti gli uomini come degli eroi per la riuscita del piano.

## Produzione
Un piccolo mistero riguarda la regia di questo interessante western ispirato a Quella sporca dozzina e a I magnifici sette; Nella versione italiana risulterebbe diretto dal produttore Zingarelli, mentre nelle versioni straniere la regia è accreditata al regista americano Don Taylor. Anche Bud Spencer, in un'intervista, confermava che il regista era Don Taylor: "Del resto tutti gli attori erano americani tranne Castelnuovo e me".
Daniela Giordano intervistata a Stracult rivela che Don Taylor diresse solo alcune sequenze e fece molti provini ma dopo pochissimi giorni, lasciò il set e venne sostituito da Italo Zingarelli che diresse materialmente più del 90% del film. Invece secondo l'attore Tetsuro Tamba, che interpreta il Samurai, Don Taylor iniziò il film, ma venne quasi subito rimpiazzato dal giovane sceneggiatore Dario Argento, tuttavia Argento nella sua autobiografia non ne scrive una riga.
Nella versione americana Bud Spencer si doppia per la prima volta da solo in un perfetto inglese.